# Comment faire cocus les maris jaloux
Pour plus de détails, voir Fiche technique et Distribution.
Comment faire cocus les maris jaloux (Come fu che Masuccio Salernitano, fuggendo con le brache in mano, riuscì a conservarlo sano) est une comédie italienne réalisée par Silvio Amadio et sortie en 1972.
Le film s'inspire de l'œuvre Il Novellino, publiée à titre posthume en 1476 et attribuée à Masuccio Salernitano : un recueil de nouvelles satiriques et grotesques qui faisait partie des livres interdits par les communautés ecclésiastiques. L'atmosphère blasphématoire, satirique et boccaccienne domine tout le film, restituant une ambiance de « blague médiévale ». 

## Synopsis
Deux scélérats en quête d'aventures et de personnes crédules se déguisent en prêtres et font passer un bras pourri pour la relique de saint Luc, gagnant ainsi beaucoup d'argent. Ils jouent ensuite un tour à un frère cupide qui utilise le confessionnal pour s'enrichir. Plus tard, les deux compères introduisent Philippe déguisé en femme dans l'alcôve de l'aubergiste Trafone, sauvant du désespoir le frère Martino qui avait oublié ses sous-vêtements dans la chambre de sa ma. Et pour plaisanter, ils les exposent comme une relique aux fidèles. Mais les canulars ne sont pas encore terminés : les deux hommes, toujours déguisés en frères, utilisent des femmes pour faire chanter un prince.

## Fiche technique
- Titre français : Comment faire cocus les maris jaloux[1]
- Titre original italien : Come fu che Masuccio Salernitano, fuggendo con le brache in mano, riuscì a conservarlo sano ou Masuccio Salernitano[2],[3]
- Réalisateur : Silvio Amadio
- Scénario : Silvio Amadio, Francesco Di Dio, Francesco Villa d'après le recueil de nouvelles de Masuccio Salernitano publié en 1472.
- Photographie : Antonio Modica
- Montage : Alberto Moriani (it)
- Musique : Roberto Pregadio
- Décors : Saverio D'Eugenio (it)
- Maquillage : Giuseppina Bovino
- Production : Luigi Borghese
- Société de production : Domiziana Internazionale Cinematografica
- Pays de production :  Italie
- Langue originale : italien
- Format : Couleurs
- Durée : 84 minutes
- Genre : Comédie
- Dates de sortie :
  - Italie : 22 novembre 1972
  - France : 24 avril 1974

## Distribution
- Giulio Donnini : Don Alfonso
- Giorgio Favretto : Filippo
- Vincenzo Ferro :
- Dorit Henke : Viola
- Piero Lulli : Fra Geronimo
- Emilio Marchesini :
- Barbara Marzano : Mona Lisetta
- Gianni Musy : Frère Partenope
- Antonio Scardina :
- Carmen Silva : Carmela
- Silvio Spaccesi : premier escroc
- Romano Bernardi : deuxième escroc
- Melù Valente : la maîtresse de Fra Martino
- Enzo Veronese :